# Hemera Dorsa
Gli Hemera Dorsa sono una struttura geologica della superficie di Venere.